# El bell Antonio
El bell Antonio (títol original en italià: Il Bell'Antonio) és una pel·lícula franco- italiana dirigida per Mauro Bolognini, de la dècada del 1960. Ha estat doblada al català.

## Argument[2]
Des dels primers minuts, el tema de la pel·lícula queda situat. En efecte, es veu una dona suplicar Antonio, de donar-li el que una dona espera del "seu" home.
Tracta de la impotència masculina, de la Sicília masclista on la normalitat és l'amo que regenta el diari. L'home ha de mantenir el seu lloc d'home. Mastroianni és, des de les primeres imatges, taciturn, com si amagués un pesat secret.
Antonio, el seu personatge, torna de Roma. Té, evidentment, molt èxit amb les dones. El seu pare, que té un hort, és carregat de deutes, i desitjaria veure'l casar-se. Antonio refusa, pretextant que desitja prendre's el seu temps. Es casa tanmateix, conforme al desig del seu pare, amb una rica hereva, Barbara Puglisi (interpretada per Claudia Cardinale).
Un any més tard, el pare de la núvia, notari, demana l'anul·lació del matrimoni, ja que aquest no s'ha consumat. Desitja, A més, casar-la de nou amb un ric aspirant. La noia, al començament reticent, acaba acceptant. S'ha assabentat mentrestant en efecte per una criada que el seu marit no actuava amb ella com deuria.
L'explicació arriba aviat: Antonio confia al seu veí que no ha aconseguit anar al llit més que amb una noia, i que, des d'aleshores, l'amor li fa perdre els seus tremp. Descriu el fred que l'adorm en el moment crític. La minyona revela finalment que està embarassada d'ell. És verdaderament el pare, o ha mentit per salvar la seva reputació?

## Repartiment
- Marcello Mastroianni: Antonio Magnano
- Claudia Cardinale: Barbara Puglisi
- Pierre Brasseur: Alfio Magnano
- Rina Morelli: Rosaria Magnano
- Tomás Milián: Edoardo
- Fulvia Mammi: Elena Ardizzone
- Patrizia Bini: Santuzza
- Anna Arena: Signora Puglisi
- Nino Camarda
- Guido Celano: Calderana

## Premis
- 1960: Lleopard d'Or al Festival internacional de Locarno